# Eugen Roth (Künstler)

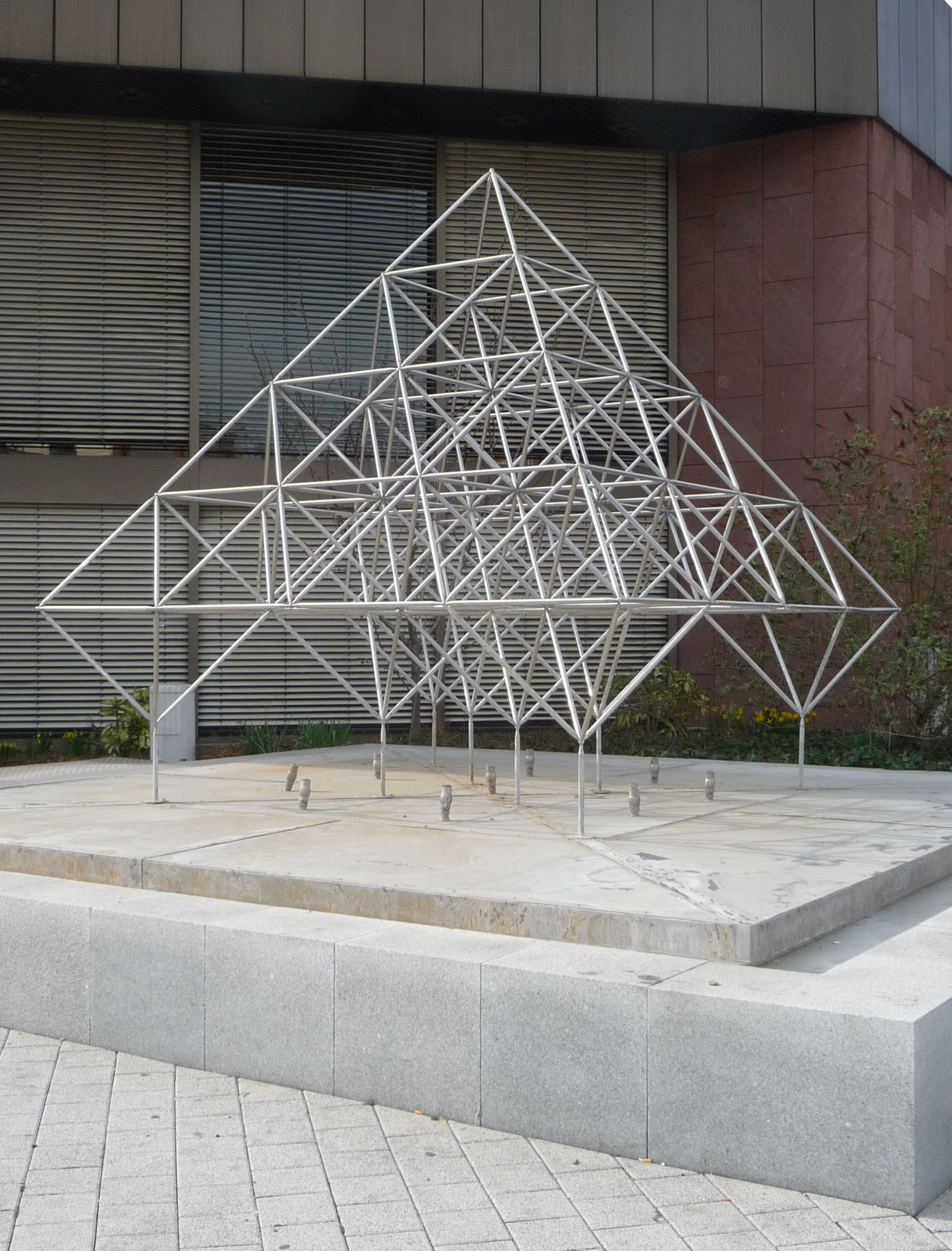
Pyramide (1979/83). Ludwigshafen am Rhein

Eugen Roth (* 16. Dezember 1925 in Ludwigshafen am Rhein; † 25. März 2011 ebenda) war ein deutscher Maler und Bildhauer. Er war insbesondere aktiv im Bereich der Computergrafik und Computerkunst.

## Leben
Eugen Roth lernte schon früh neben dem Besuch des Gymnasiums in Ludwigshafen in einem Bildhaueratelier zu modellieren und bei einem befreundeten Stuckateur die Abform-Technik. In den Jahren 1942 und 1943 erstellte er zahlreiche Porträts aus Ton in einem Atelier, das ihm sein Vater, ein Elektro-Ingenieur, eingerichtet hatte. Von 1943 bis 1945 war er als Soldat in Frankreich, kehrte schwer verletzt nach Ludwigshafen zurück und arbeitete seine Kriegserlebnisse in einer Reihe von Aquarellen im expressionistischen Stil auf.
In den Jahren 1947 bis 1948 studierte er an der Staatlichen Schule für Kunst und Handwerk in Saarbrücken bei Boris Kleint und Karl Lorenz Kunz. Eugen Roth war ein Vertreter der konkreten Kunst.
Von 1948 bis 1951 erstellte Roth Materialbilder und Monotypien, entwickelte Techniken für das Malen mit Indanthrenfarben. Gemeinsam mit seiner Frau Hilde Roth befasste er sich mit Kunst+Mode, engagierte sich im Kunstverein Ludwigshafen und im literarischen Kabarett ‚Die Schmiere‘, Frankfurt/Main. 1950–1952 Bau seines Atelierhauses nach eigenen Entwürfen in enger Absprache mit Schülern von Egon Eiermann in bauhausähnlichem Stil. Ab 1953 fertigte er Bilder von Stahlstrukturen vor farbigen Hintergründen und ganze Wandbilder, ab 1956 übernahm er zusammen mit seiner Frau auch künstlerische Auftragsarbeiten für internationale Industriemessen. 1968 gehörte er zu den Gründungsmitgliedern der gruppe parallel. Weiterhin war er Mitglied im Künstlerbund Rhein-Neckar und in der Arbeitsgemeinschaft Pfälzer Künstler (APK). 1970 begann er mit der Herstellung erster Raumstruktur-Plastiken aus Edelstahl-Rohr-Modulen. Seit 1990 befasste sich Roth, angeregt durch Herbert W. Franke, intensiv mit dem Computer als Werkzeug zum Malen. Nach ersten Versuchen malte er seit 1998 Digitale Bilder und Computergrafiken.
Mit seinen Werken grenzte sich Eugen Roth deutlich von anderen Künstlern, die sich mit Computerkunst oder Digitaler Kunst befassen – den Vertretern der „computational art“ – ab. Denn seine Werke sind kein Produkt von grafisch dargestellten Gleichungen, sondern er malte seine Bilder nach wie vor, jedoch auf dem Bildschirm.
Eugen Roth war seit 1947 verheiratet mit Hilde Roth (1925–2022). Er hat eine Tochter Christel Burghard-Wörfel.

## Motivation und Botschaft
Das 20. und 21. Jahrhundert sind gekennzeichnet von immer weiter fortschreitender Technik in allen Lebensbereichen. Ein Künstler und seine Kunst sind geprägt durch die Zeit, in der sie leben. Folglich müssen sich der Künstler und seine Kunst heute an der Technik orientieren, sich mit ihr befassen.
Wenn wir Werke der Bildenden Kunst als Nachrichten des Künstlers an den Betrachter werten wollen, und genau das sind sie ihrer Funktion nach, so sehe ich den Sinn meines Schaffens darin, einen Beitrag zu leisten zum Verständnis der technisch-wissenschaftlichen Entwicklungen unserer Gegenwart - und umgekehrt die Naturwissenschaftler und Techniker auf die ästhetischen Aspekte ihres Arbeitsgebietes aufmerksam zu machen. – Eugen Roth
Der Computer hat in den 1960er Jahren beginnend immer intensiveren Einzug in das Leben des einzelnen Menschen gehalten; er unterstützt oder ersetzt die vom Menschen verwendeten Werkzeuge. So ersetzt der Computer auch für den Künstler z. B. Leinwand und Pinsel und andere Arbeits- und Hilfsmittel. Der Computer wird zum Werkzeug des Künstlers für seine Kunst.
Der Computer ist eines der meist gebrauchten Werkzeuge unserer Tage. Wie könnte die Kunst vor ihm halt machen? Für mich sind die Computer-Systeme durch ihre digitalen Möglichkeiten zum ständig gebrauchten Werkzeug geworden, gleich wie zuvor Stift, Pinsel, Farbe, Lötkolben und Schweißgerät. Doch über alle anderen Mittel hinaus ermöglicht mir diese Technik die Umsetzung meiner Ideen auf eine überwältigend grenzenlos faszinierende Weise. Das möchte ich nutzen. – Eugen Roth

## Auszeichnungen
- 1957 1. Preis im Wettbewerb des Südwestfunks
- 1960 Pfalzpreis für Bildende Kunst
- 2008 Goldener Plotter der Stadt Gladbeck für drei Bilder zum Thema " WELTBILD - Kosmos – BILDWELTEN"

## Werke im öffentlichen Raum (Auswahl)
- 1952 Stahlrelief an einem Hafengebäude in Ludwigshafen
- 1957 Wandbild mit Stahlsaiten über gebogene Stahlflächen gespannt im Südwestfunk-Studio Kaiserslautern
- 1959 Geologisches Wandbild an der Edith-Stein-Schule in Speyer
- 1960 Gestaltung von 5 Wandbildern im Forschungsinstitut G201 der BASF in Ludwigshafen
- 1960 Wandbild und Raumflächenskulptur in der Blies-Schule Ludwigshafen
- 1961 Wand mit Skulptur "Kugelspiel" in der Ernst-Reuter-Schule, Ludwigshafen
- 1964 Edelstahlstruktur in der Eingangshalle des Dolmetscherinstituts in Germersheim
- 1965 Brüstungsfries aus Emaille-Platten im Hallenbad Marl
- 1967 zwei Wandbilder im Hohenstaufen-Gymnasium Kaiserslautern
- 1970 Wandbild aus Aluminium-Elementen in der BfG Ludwigshafen
- 1972 Künstlerische Gesamtgestaltung des Schulzentrums Mundenheim, gemeinsam mit Hilde Roth
- 1973 Raumstruktur-Plastik im Innenhof des Schulzentrums Betzenberg in Kaiserslautern
- 1973 Wandbild aus Triangel-Modulen in der Integrierten Gesamtschule Ludwigshafen-Gartenstadt
- 1981 Künstlerische Gesamtgestaltung des Schulzentrums Speyer-Ost, gemeinsam mit Hilde Roth
- 1982 Pyramidale Raumstruktur-Plastik vor dem Ratssaal des Rathaus-Centers Ludwigshafen
- 1997 Edelstahl-Raumstruktur mit Mobile in Ludwigshafen-Maudach
- 2000 Zwei Raumstrukturplastiken als Leihgaben an die Stadt Schweinfurt im Rahmen des „Kultursommers 2000“

## Ausstellungen/Beteiligungen (Auswahl)
- 1954 Universa-Haus Nürnberg: "8 Pfälzer Künstler"
- 1960 Pfalzgalerie Kaiserslautern: "Pfalzpreis für Eugen Roth"
- 1961 Kunsthalle Mannheim
- 1961 Mannheimer Kunstverein
- 1961 Haus der Kunst, München
- 1961 Schloss Koblenz
- 1961 Landesmuseum Mainz
- 1964 Dr. Ludwig Reichert-Haus, Ludwigshafen: "Bucher – Kunz – Roth – Vorhauer"
- 1968 Dr. Ludwig Reichert-Haus, Ludwigshafen
- 1968 TU Berlin: "Internationale Computer-Tagung"
- 1968 Brooklyn-Museum New York: Internationale Tagung "Experiments in Art and Technology"
- 1968 „Galerie Senatore“, Stuttgart
- 1971 Dr. Ludwig Reichert-Haus, Ludwigshafen
- 1973 Parlamentarische Gesellschaft, Bonn
- 1998 Sammlung des Deutschen Bundestages, Bonn: „Ausgewählt – Arbeiten auf Papier“
- 1998 Kunstverein Villa Streccius, Landau
- 2002 Akademie der Bildenden Künste, Wien: Tagung und Ausstellung „art bits“
- 2002 „art bits“ u. a. auf der Photokina in Köln, der Cebit in Hannover, Fa. Epson in Brüssel
- 2002 „Faszination Technik – Digitale Bilder von Eugen Roth“ bei der BASF Ludwigshafen
- 2003 „Eugen Roth – Digitale Bilder“ im Planetarium Mannheim mit einer Großprojektion in der Kuppel
- 2004 „Neue Digitale Bilder von Eugen Roth“, Galerie für Design und Visuelle Kommunikation in der Berufsbildenden Schule (BBS) Ludwigshafen
- 2005 „Faszination Kunst+Technik“ in der Hauptstelle der Sparkasse Vorderpfalz, Ludwigshafen
- 2006 „Computerkunst 2006“, Museum Gladbeck
- 2006 „Eugen Roth - Kunst aus dem Computer“ in der Sparkasse Miltenberg-Obernburg
- 2007 „20th Century Computer Art – Beginnings and Developments“ im TAMA-Art-University-Museum, Tokio
- 2008 Psychotherapeutische Universitätsambulanz Landau
- 2008 “Vom Keller ans Licht”, Kunstverein Villa Streccius, Landau
- 2008 Museum Gladbeck „WELTBILD - Kosmos – BILDWELTEN“
- 2009 Gedächtniskirche Speyer "Computer Art meets Choral" gemeinsam mit Peter Heidrich im Rahmen der Kult(o)urnacht
- 2009 Melanchthonkirche Ludwigshafen, Präsentation von Bildern zu Chorälen von Arvo Pärt gemeinsam mit Peter Heidrich im Rahmen des Kultursommers
- 2009 Museum Pachen, Rockenhausen, zusammen mit Jochen Frisch und Regina Reim, Preisträger der apk
- 2010 kulTurm Ludwigshafen, Ausstellung und Präsentation von Bildern zu Musik von Lehberger, Satie, Sibelius gemeinsam mit Peter Heidrich im Rahmen des Kultursommers
- 2010 “Science Art II - Bilder zwischen Kunst und Wissenschaft”, Kunstverein Villa Streccius, Landau, Ausstellung und Präsentation von Bildern zu Chorälen von Arvo Pärt gemeinsam mit Peter Heidrich
- 2012 “Roth-Roth / Wörfel-Wörfel”, Künstlerfamilie über mehrere Generationen, Städtische Galerie Speyer, Speyer und Purrmann-Haus, Speyer, Gemeinschaftsausstellung von Hilde und Eugen Roth, Christel und Peter Wörfel, Jan Wörfel